# Regioni della Repubblica Ceca

Regioni della Repubblica Ceca

Le regioni (o circondari) della Repubblica Ceca (in lingua ceca Kraje, singolare Kraj) costituiscono il primo livello della divisione amministrativa del Paese e sono pari a 13, cui si aggiunge il territorio della capitale (hlavní město), Praga.
Dal 1º gennaio 2001, in conformità alla legge 129/2000 (legge sulle Kraj) che ha riscritto il paragrafo 1/1993 della Costituzione della Repubblica Ceca sulla Vyšší územně správních celcích (unità amministrative territoriali di alto livello), il Paese è suddiviso in 13 kraj e nel territorio di Praga. La preesistente suddivisione in distretti (okresy, al singolare okres) è stata soppressa, pur mantenendo una propria rilevanza nell'organizzazione della pubblica amministrazione.

## Lista
| Localizzazione | Stemma | Regione                               | Capoluogo        | Popolazione (2011) | Superficie (km²) |
| -------------- | ------ | ------------------------------------- | ---------------- | ------------------ | ---------------- |
|                |        | Boemia Meridionale Jihočeský kraj     | České Budějovice | 628 336            | 10 057           |
|                |        | Moravia Meridionale Jihomoravský kraj | Brno             | 1 163 508          | 7 065            |
|                |        | Karlovy Vary Karlovarský kraj         | Karlovy Vary     | 295 595            | 3 314            |
|                |        | Hradec Králové Královéhradecký kraj   | Hradec Králové   | 547 916            | 4 758            |
|                |        | Liberec Liberecký kraj                | Liberec          | 432 439            | 3 163            |
|                |        | Moravia-Slesia Moravskoslezský kraj   | Ostrava          | 1 205 834          | 5 535            |
|                |        | Olomouc Olomoucký kraj                | Olomouc          | 628 427            | 5 159            |
|                |        | Pardubice Pardubický kraj             | Pardubice        | 511 627            | 4 519            |
|                |        | Plzeň Plzeňský kraj                   | Plzeň            | 570 401            | 7 561            |
|                |        | Praga Hlavní město Praha              | Prgi             | 1 268 796          | 496              |
|                |        | Boemia Centrale Středočeský kraj      | Praga            | 1 289 211          | 11 016           |
|                |        | Ústí nad Labem Ústecký kraj           | Ústí nad Labem   | 808 961            | 5 335            |
|                |        | Vysočina Kraj Vysočina                | Jihlava          | 505 565            | 6 925            |
|                |        | Zlín Zlínský kraj                     | Zlín             | 579 944            | 3 964            |